# 杨庆凯
杨庆凯（1939年—），男，汉族，辽宁锦县人，中华人民共和国政治人物，东北农学院教授。曾任中国作物学会理事。第八、九届全国政协委员。